# 社会主义国家的经济计算
社会主义国家的经济计算（Economic Calculation in the Socialist Commonwealth）是奧地利經濟學派学家路德維希·馮·米塞斯的一篇論文。該論文對計劃經濟中的经济计算问题的批判，引发了长达數十年的社会主义计算争论。該論文內容主要來源自1919年米塞斯為駁斥奧圖·紐拉特的觀點而发表的演讲，奧圖·紐拉特在其著作中曾試圖證明中央计划的可行性。